# Papier découpé
Il papier découpé è un tipo di collage inventato da Matisse negli anni quaranta.
La tecnica consiste nel ritagliare direttamente il colore per poi applicare le forme ottenute su tela.
Esempi di questa tecnica sono La tristezza del re (1952), la serie dei Nudi blu (1952) e l'album Jazz (1943-1946).